# Where Ironcrosses Grow
Where Ironcrosses Grow šesti je studijski album švedskog death metal sastava Dismember. Diskografska kuća Karmageddon Media objavila ga je 8 ožujka 2004.

## Popis pjesama
Tekstovi: Matti Kärki, osim gdje je navedeno drugačije. 
| 1.    | »Where Ironcrosses Grow«      |       | David Blomqvist, Richard Cabeza, Fred Estby, Magnus Sahlgren | 2:34 |
| 2.    | »Forged with Hate«            | Estby | Estby                                                        | 2:54 |
| 3.    | »Me-God«                      | Estby | Blomqvist, Cabeza                                            | 4:20 |
| 4.    | »Tragedy of the Faithful«     |       | Blomqvist, Estby                                             | 3:46 |
| 5.    | »Chasing the Serpent«         | Estby | Estby                                                        | 4:13 |
| 6.    | »Where Angels Fear to Tread«  |       | Blomqvist, Cabeza                                            | 4:43 |
| 7.    | »Sword of Light«              |       | Blomqvist, Estby                                             | 3:23 |
| 8.    | »As the Coins upon Your Eyes« |       | Blomqvist                                                    | 3:29 |
| 9.    | »Children of the Cross«       |       | Blomqvist, Cabeza                                            | 5:07 |
| 10.   | »As I Pull the Trigger«       |       | Blomqvist, Cabeza                                            | 3:38 |
| 38:07 |                               |       |                                                              |      |

## Zasluge
Dismember
- Matti Kärki – vokal
- David Blomqvist – gitara, bas-gitara
- Richard Cabeza – bas-gitara (na pjesmama "Where Angels Fear to Tread" i "Children of the Cross")
- Fred Estby – bubnjevi, produkcija, snimanje, inženjer zvuka, miks

Dodatni glazbenici
- Anders Olsson – glazbeni efekti

Ostalo osoblje
- Dan Seagrave – naslovnica albuma
- Olle Sandqvist – snimanje, inženjer zvuka
- Hoffe Stannow – mastering
- Anna Ledin – fotografije